# 小沢の桜

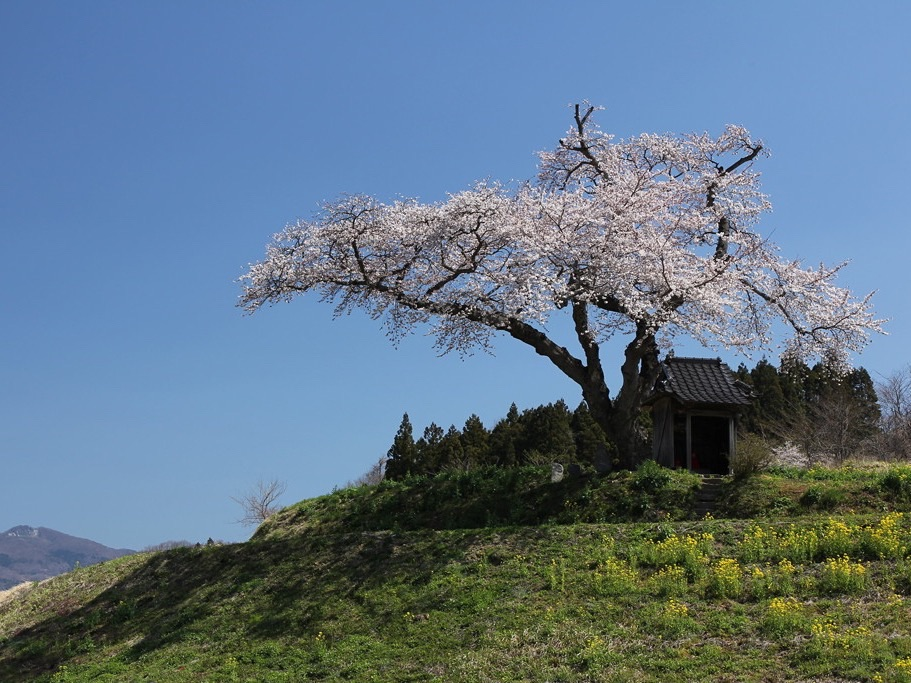
小沢の桜

小沢の桜（おざわのさくら）は、福島県田村市に所在する、樹齢推定90年のソメイヨシノ。

## 概要
国道349号線沿いのたばこ畑の中にぽつんとある。通常のソメイヨシノの寿命は50年から70年であるが、この小沢の桜は樹齢推定90年と言われており、かなりの長寿である。
桜の傍には祠と野仏、遠くには移ヶ岳が見渡せ、この辺りの地域全体に懐かしい古き日本の原風景が広がっている。
毎年春になると大勢の観光客で賑わう。
昔、この地区に住んでいた人が遊郭で出会った「さくら」と言う名の女性が忘れられず植えた桜と言われている。
映画「はつ恋」に”願いの桜”として登場し、最後の花見のシーンなどがここで撮影された。

## 交通アクセス

### 所在地
福島県田村市船引町船引字堂前58-2

### 交通機関
- 電車
  - JR磐越東線船引駅下車後車で約10分
- 車
  - 磐越自動車道船引三春I.C.→国道288号線経由→国道349号線を小野町方面へ約25分。（駐車場約20台）